# Luigi Volta
Luigi Volta, född 27 juli 1876, död 7 oktober 1952, var en italiensk astronom.
Han var barnbarnsbarn till den italienske greven och fysikern, Alessandro Volta
Han var verksam i Milano, Turin, Heidelberg och på Sardinien.
Minor Planet Center listar honom som L. Volta och som upptäckare av 5 asteroider, mellan 1928 och 1934.

## Asteroid upptäckt av Luigi Volta
| 1107 Lictoria  | 30 mars 1929     |
| 1115 Sabauda   | 13 december 1928 |
| 1191 Alfaterna | 11 februari 1931 |
| 1238 Predappia | 4 februari 1932  |
| 1332 Marconia  | 9 januari 1934   |